# حسن‌آباد (نیمروز)
حسن‌آباد روستایی در دهستان ادیمی بخش مرکزی شهرستان نیمروز استان سیستان و بلوچستان ایران است. بر پایه سرشماری عمومی نفوس و مسکن در سال ۱۳۹۰ جمعیت این روستا ۵۹ نفر (در ۲۱ خانوار) بوده است.